# 愛知県道159号外坪扶桑線
愛知県道159号外坪扶桑線（あいちけんどう159ごう とつぼふそうせん）は、愛知県丹羽郡大口町から同郡扶桑町に至る一般県道である。

## 概要

### 路線データ
- 起点：愛知県丹羽郡大口町外坪
- 終点：愛知県丹羽郡扶桑町

## 沿革
- 1959年（昭和34年）12月15日：認定

## 地理

### 通過する自治体
- 愛知県
  - 丹羽郡
    - 大口町
    - 扶桑町

### 交差する道路
- 愛知県道176号若宮江南線
- 愛知県道157号小口岩倉線
- 愛知県道194号斎藤羽黒線（柏森辻田交差点）

### 沿線
- 扶桑町立柏森小学校